# Assis-sur-Serre
Assis-sur-Serre ist eine französische Gemeinde mit 203 Einwohnern (Stand: 1. Januar 2022) im Département Aisne der Region Hauts-de-France (bis 2015: Picardie). Sie gehört zum Arrondissement Laon, zum Kanton Marle und zum Gemeindeverband Pays de la Serre.

## Geographie
Die Gemeinde Assis-sur-Serre liegt auf halbem Weg zwischen Saint-Quentin und Laon am Fluss Serre, in den hier sein Zufluss Rucher mündet. Quer durch die Gemeinde verläuft die schnurgerade frühere Römerstraße auf dem Abschnitt zwischen Saint-Quentin und Laon. Umgeben ist Assis-sur-Serre von den Nachbargemeinden Montigny-sur-Crécy im Nordosten, Pouilly-sur-Serre im Osten, Chéry-lès-Pouilly im Südosten, Couvron-et-Aumencourt im Südwesten, Remies im Westen sowie Mesbrecourt-Richecourt im Nordwesten. Die Autoroute A26 führt an der südlichen Gemeindegrenze von Assis-sur-Serre entlang.

## Bevölkerungsentwicklung
| Jahr                       | 1962 | 1968 | 1975 | 1982 | 1990 | 1999 | 2006 | 2014 | 2021 |
| Einwohner                  | 317  | 308  | 291  | 244  | 257  | 266  | 249  | 234  | 206  |
| Quellen: Cassini und INSEE |      |      |      |      |      |      |      |      |      |

## Sehenswürdigkeiten

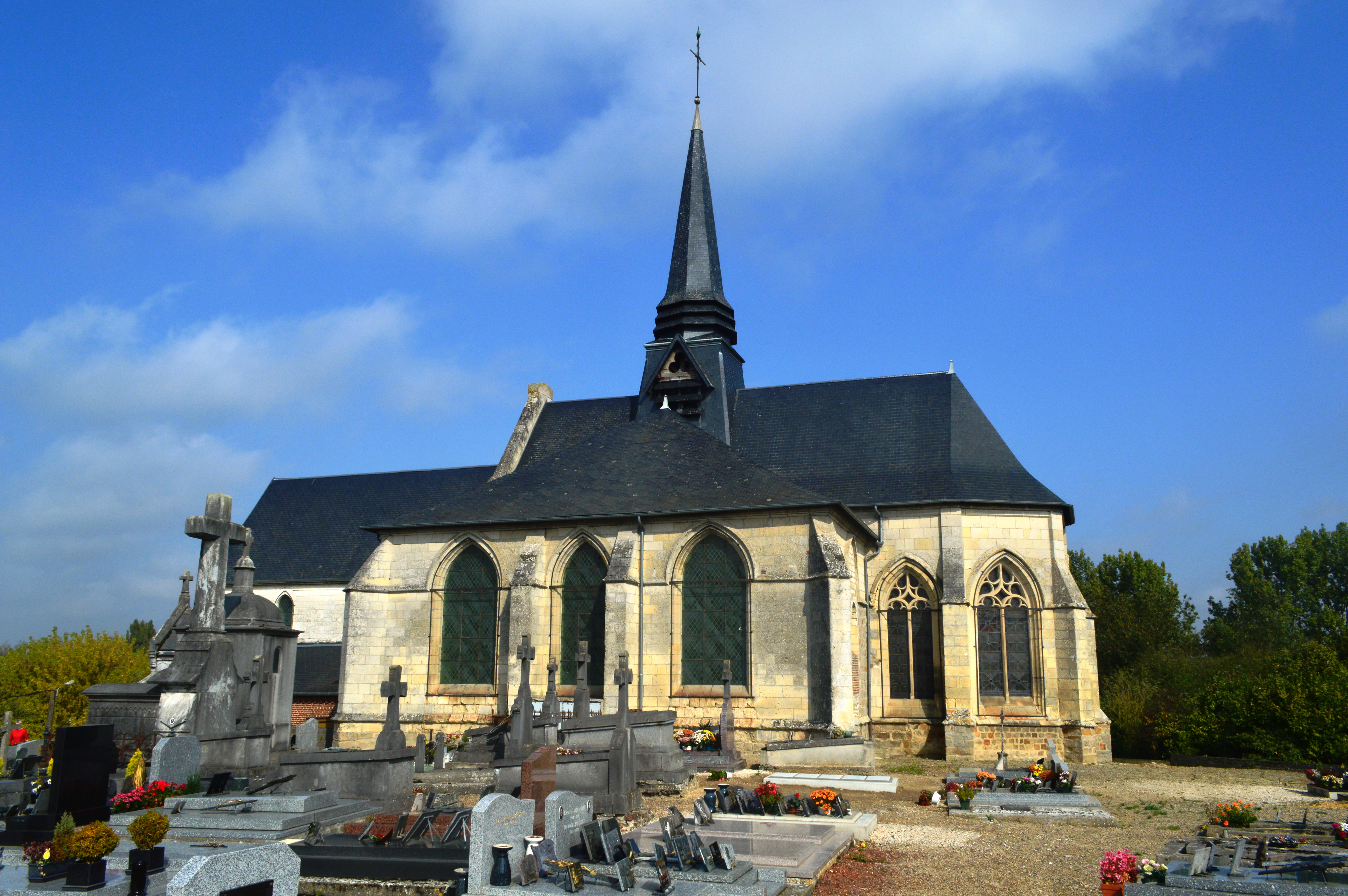
Kirche Saint-Martin
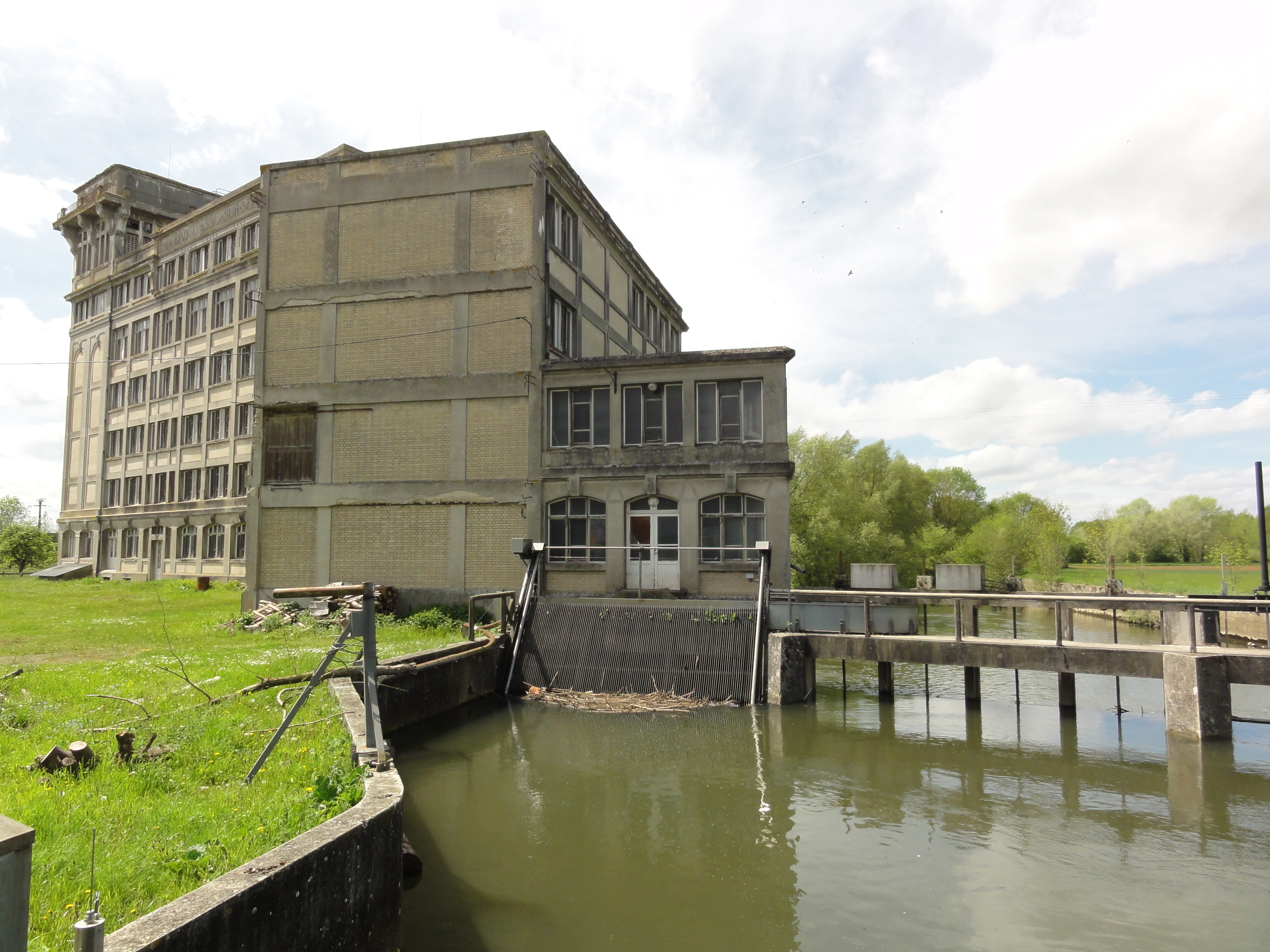
Wassermühle
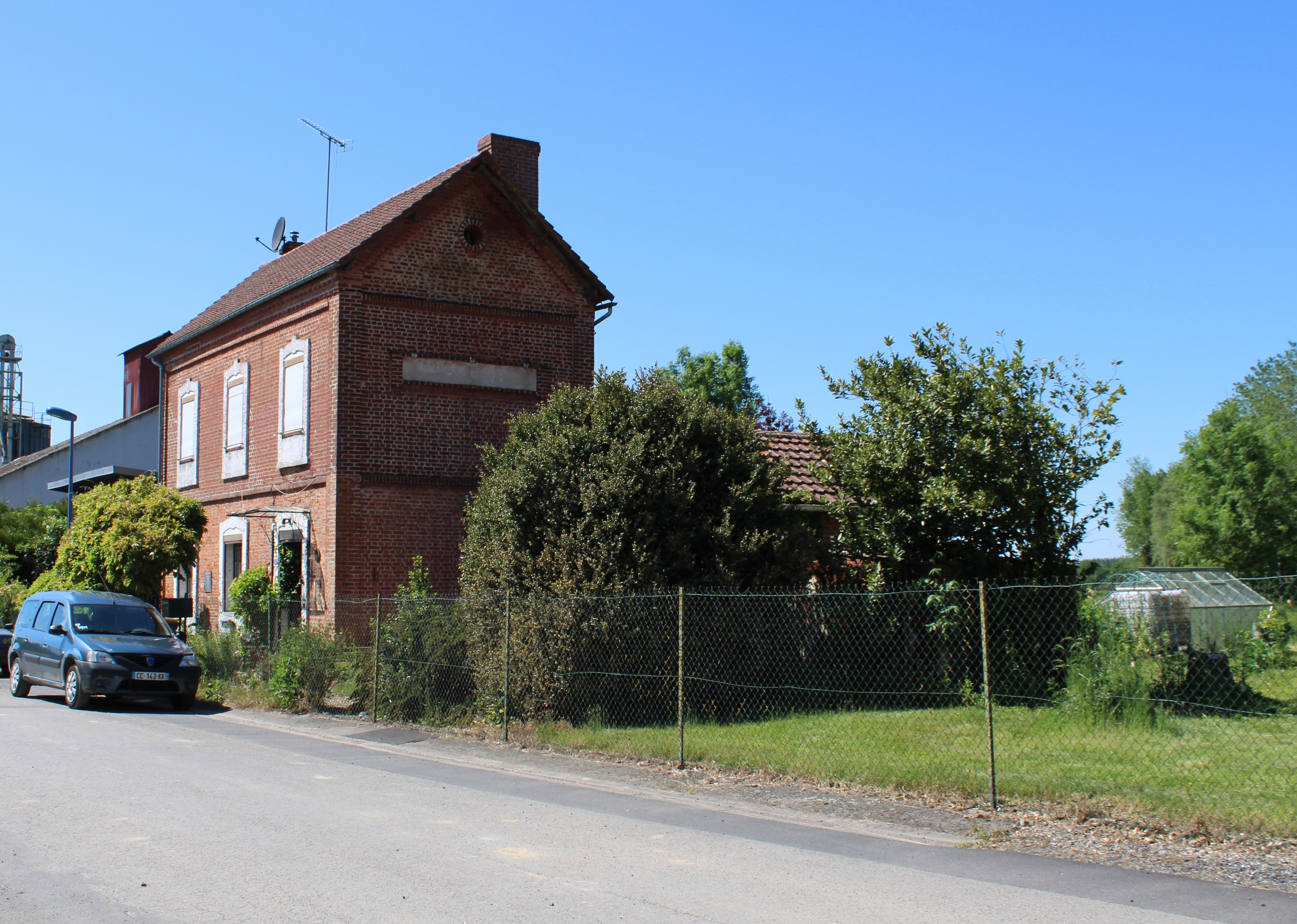
Ehemaliger Bahnhof
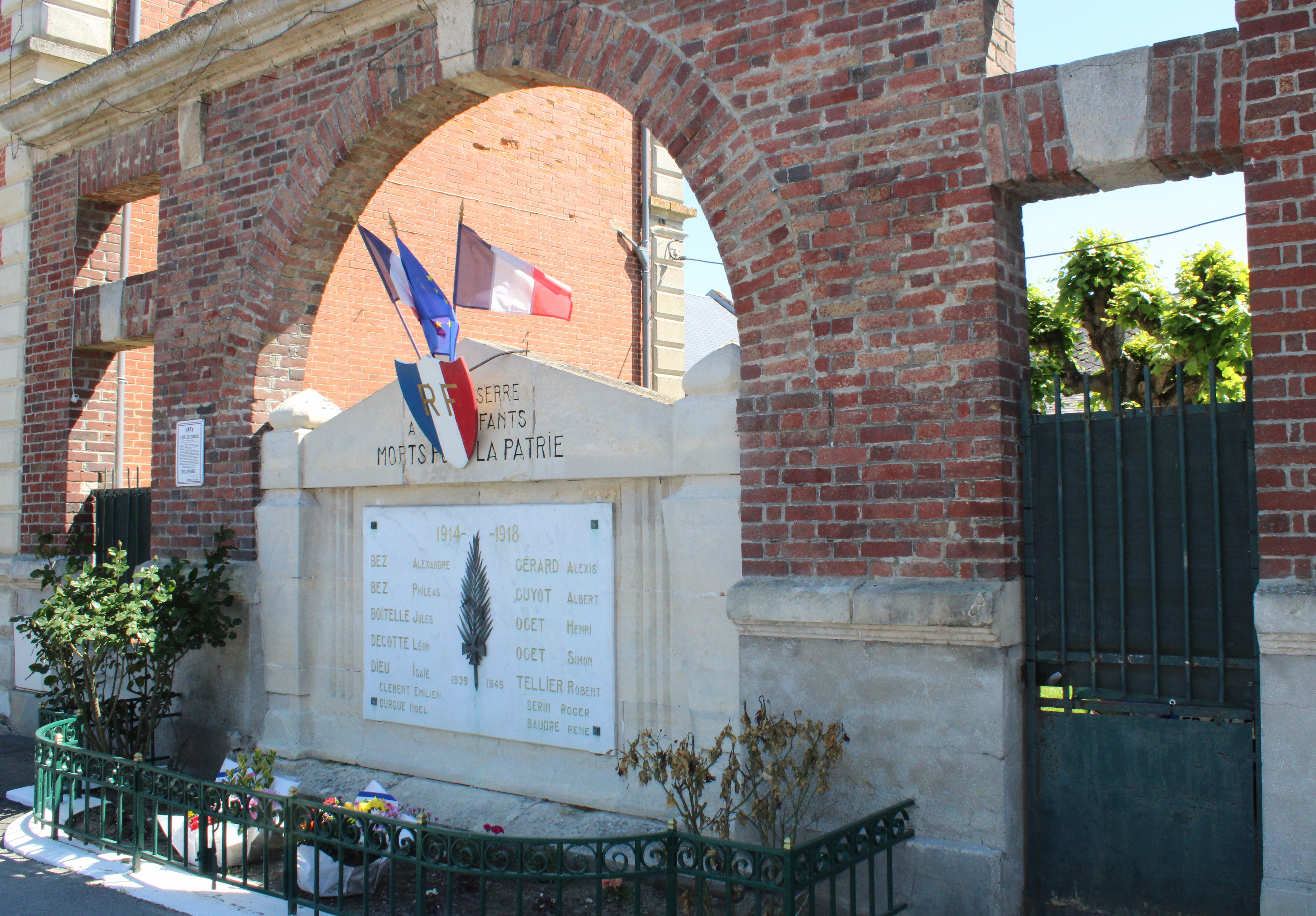
Gefallenendenkmal

- Kirche Saint-Martin
- Wassermühle
- Ehemaliger Bahnhof
- Gefallenendenkmal